# Nosler
A Nosler, Inc. (ou simplesmente Nosler) é uma fabricante Norte americana com sede em Bend, Oregon, conhecida por produzir munição e componentes de recarga manual e especializada em balas para caça de ponta oca e de ponta macia de alto desempenho. 
As empresas atuais do grupo, também incluem as subsidiárias "Nosler Custom" e "Nosler Reloading". As contribuições da Nosler para os esportes de tiro incluem designs de balas com ponta de polímero e novas técnicas de fabricação usadas em sua produção.

## História inicial
John Amos Nosler nasceu em 4 de abril de 1913 em Brawley, Califórnia. Enquanto caçava alce na Colúmbia Britânica em 1946, as balas que ele estava usando não conseguiram penetrar suficientemente fundo para alcançar órgãos vitais e matar o animal rapidamente. Na época, a maioria das balas jaquetadas empregava um único envelope de liga de cobre (a "jaqueta") em torno de um único núcleo de liga de chumbo. A jaqueta da maioria das balas militares era fechada na frente e aberta na base. Essas balas "Full Metal Jacket" (FMJ) ofereciam boa penetração, mas freqüentemente não se expandiam e passavam completamente por um animal, deixando um ferimento relativamente pequeno. As balas de caça de ponta macia como a que Nosler estava usando tiveram a jaqueta aplicada na direção oposta para cobrir completamente a base, mas aberta na frente. Essas balas se expandiam para deixar um grande canal de ferida, mas às vezes se partiam em pequenos pedaços com impulso inadequado para superar a resistência de movimento através do osso ou tecido muscular.
A experiência inspirou Nosler a desenvolver um novo projeto de bala, com a intenção de se expandir prontamente em baixas velocidades de impacto, mas manter a integridade em altas velocidades de impacto (veja balística terminal). Essas balas "Nosler Partition" usaram uma jaqueta especialmente projetada envolvendo dois núcleos de liga de chumbo separados. O núcleo frontal era aberto no nariz para se expandir facilmente, mas a expansão parava na partição (que era uma camada sólida de cobre estendendo-se sobre a bala, não apenas a fina casca de cobre que compunha a jaqueta). A parte da bala atrás da partição tem a integridade estrutural de uma bala de jaqueta totalmente de metal, mas a jaqueta expandida para a frente deixa um canal de ferida maior. As balas foram originalmente fabricadas para uso pessoal, usando jaquetas torneadas feitas à mão. Em 1948, Nosler começou a vender as balas "Nosler Partition" comercialmente, formando a Nosler, Inc.
Outras inovações da Nosler incluíram novas técnicas de fabricação de jaquetas de bala que produziram uma expansão mais consistente, melhores técnicas de ligação do núcleo para evitar a separação do núcleo de chumbo da jaqueta de cobre e a ponta balística de plástico (cone de ponta de polímero), usada para fornecer às balas de ponta oca, o formato aerodinâmico "boat tail" das balas Spitzer. O design da ponta balística Nosler foi copiado por outros fabricantes, como as séries de balas V-Max, ELD e A-Tip (ponta de alumínio) da Hornady. John Nosler vendeu as instalações de produção para seu filho em 1988 e morreu em sua casa em Bend, Oregon, em 10 de outubro de 2010.